# Shikārpur (ort i Indien, Uttar Pradesh)
Shikārpur är en ort i Indien.   Den ligger i distriktet Bulandshahr och delstaten Uttar Pradesh, i den norra delen av landet, 90 km sydost om huvudstaden New Delhi. Shikārpur ligger 202 meter över havet och antalet invånare är 34 649.
Terrängen runt Shikārpur är mycket platt. Runt Shikārpur är det tätbefolkat, med 762 invånare per kvadratkilometer. Närmaste större samhälle är Khurja, 15,8 km väster om Shikārpur. Trakten runt Shikārpur består till största delen av jordbruksmark.